# 徳川の女帝 大奥
『徳川の女帝 大奥』（とくがわのじょてい おおおく）は、1988年に制作された時代劇映画。にっかつ・シネ・ロッポニカ作品である。

## 作品概要
- ロッポニカ路線としては唯一の時代劇作品であり、にっかつの時代劇映画としては10年ぶりとなる。
- 主演は『キャバレー日記』に続いて二作目となる竹井みどりで、その他のキャスティングもロマンポルノ経験者やアクション映画路線期のバイプレイヤーで固められており、シネロッポニカ路線の低予算体制が色濃く反映されている。

## ストーリー
十一代将軍家斉の時代。武士が武功で家を興す時代は遠く、家門より将軍の愛妾を出す事こそ出世の道であった。中野清茂は正栄山仏性寺の僧侶・日啓の娘・お美代の美貌に目をつけ、養女として屋敷に引き取った。清茂に思いを寄せるお美代はある夜彼に身を委ねたが、清茂の思惑はお美代を大奥に上げて将軍の寵を受けさせる事にあった。
清茂の為と覚悟を固め、お年寄・花沢の部屋子として大奥に上がったお美代は、持ち前の勝ち気さと知己で見事側室の一人となる。そのころ、藤乃という側室が最も将軍の枕席に侍る事が多かった。お美代は藤乃側の妨害を受けながらも将軍に召される夜を増やしていく。二人の戦いは藤乃が『お褥辞退』を迎える30歳になるまで続いた。そんなお美代もやがて懐妊する。しかし数多くの側室がひしめく大奥には将軍の子供はすでに飽和状態。妊娠は将軍と隔てられる理由にしかならなかった。
お美代の危惧の通り、清茂はすでにお美代に代わる側室候補として、新たな養女おゆうを花沢の元に送り込んできた。お美代とは対照的に天真爛漫で少女のようなおゆうはまたたく間に将軍の寵を集めたばかりか、気難しい大奥の女性たちからも受け入れられ、おゆうもまた懐妊する。すっかり居場所を失ったお美代はこんな女の戦から下ろしてほしいと清茂にすがるが、誇りを失ったお美代の姿に幻滅した清茂は彼女を突き放す。追い詰められたお美代は復讐を決意。おゆうの飲み物に毒を盛り流産させる。また自分の前に立ちはだかった花沢をも破滅させ、自害に追いやる。
お美代は再び将軍の寵愛を取り戻したばかりか、生涯『お褥辞退』をする事なく将軍の側にあり、大奥では異例の権勢を誇ったという。

## スタッフ
- 監督 : 関本郁夫
- 脚本 : 関本郁夫、髙山由紀子、志村正浩
- 撮影 : 水野尾信正
- 音楽 : 津島利章
- 美術 : 西亥一郎
- 録音 : 佐藤泰博
- 整音 : 福島信雅
- 選曲 : 山川繁
- 照明 : 内田勝成
- 編集 : 奥原好幸
- 助監督 : 塚田義博
- スチール : 石原宏一
- プロデューサー : 藤浦敦

## キャスト
- お美代 : 竹井みどり
- 花沢 : 西川峰子
- 藤乃 : 吉原緑里（新人）
- 若狭 : 白木万理
- 滝本 : 白石奈緒美
- 松波 : 服部妙子
- お楽 : 麻生かおり
- お文 : 畑中葉子
- 茂子 : 三ツ矢歌子
- 日啓 : 浜田晃
- 坂蔵内膳匠 : 田中明夫
- 家斉 : 成田三樹夫
- 中野清茂 : 夏八木勲
- おゆう : 川崎葉子